# Флит-Штегелиц
Флит-Штегелиц (нем. Flieth-Stegelitz) — община в Германии, в земле Бранденбург.
Входит в состав района Уккермарк. Подчиняется управлению Герсвальде. Население составляет 631 человек (на 31 декабря 2010 года). Занимает площадь 46,60 км².
| Год  | Население |
| ---- | --------- |
| 2005 | 715       |
| 2010 | 652       |

- Pechberg bei Voßberg
- Руины церкви
- Gut Suckow um 1860, Sammlung Alexander Duncker